# Passaggio di Guadalupa

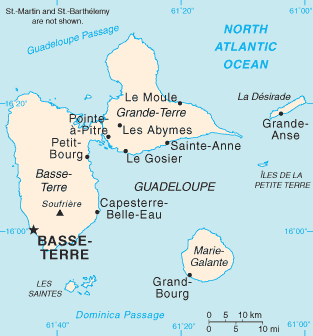
Il passaggio di Guadalupa è il braccio di mare a nord dell'omonima isola.

Passaggio di Guadalupa è il nome dato a uno stretto situato nei Caraibi.
Questo braccio di mare separa l'isola di Guadalupa dall'isola di Montserrat e dallo stato insulare di Antigua e Barbuda.